# Kevin Johnson
Kevin Johnson (Sacramento, Kalifornija, SAD, 4. ožujka 1966.) je bivši američki košarkaš.
Studirao je na sveučilištu Kalifornijskom sveučilištu u Berkeleyu, za čiju je momčad igrao. Cleveland Cavaliersi su ga 1987. na draftu izabrali u 1. krugu. Bio je 7. po redu izabrani igrač.
Danas se bavi politikom. Prvi je crnac u povijesti koji je postao gradonačelnik grada Sacramenta.

## Vanjske poveznice
- NBA.com